# Guillaume IV de Juliers
Pour les articles homonymes, voir Guillaume de Juliers.
Guillaume IV de Juliers (vers 1210 - 16 mars 1278), comte de Juliers, fils de Guillaume III, comte de Juliers et de Mathilde de Limbourg, fille de Waléran III, duc de Limbourg.
En 1217, le père de Guillaume rejoint la cinquième croisade et meurt au Siège de Damiette en 1218. Guillaume lui succède comme comte de Juliers sous la tutelle de son oncle, Eberhard d'Hengenbach.
Entre 1220 et 1230, Guillaume étend considérablement son territoire. En 1234 il prend part à la bataille de Altenesch contre les Frisons et devient administrateur impériale de Conzen et d'Aix-la-Chapelle, gardien de Kornelimünster et des possessions de l'abbaye d'Essen sur la rive gauche du Rhin. Il remporte également les fiefs impériaux de Sinzig, Hengebach-Heimbach, Merzenich, Thürnich, Düren et Bardenberg, doublant ainsi les possessions des comtes de Juliers.
Mais cette expansion territoriale crée des conflits sur la frontière orientale de son territoire. Fidèle partisan de la Maison de Hohenstaufen, Guillaume devient l'adversaire de l'archevêque de Cologne, Konrad von Hochstaden. En 1242, à la bataille de Lövenich, Guillaume capture Konrad et le force à reconnaître tous ses possessions sur les terres de Cologne. Plus tard, à la bataille de Zülpich, en 1267, Guillaume capture l'archevêque Englebert II de Valkenburg et le garde captif dans le château de Nideggen jusqu'en 1270/71, pour le contraindre à reconnaître à nouveau tous ses fiefs. Cette action lui vaudra d'être excommunié (de 1268 à 1270) par le pape Clément IV. Mais Guillaume est soutenu par Richard de Cornouailles, qui, en tant que roi des Romains, confirme l'ensemble de ses fiefs impériaux.
De 1265 à 1269, Guillaume fit construire le château Wilhemstein (qui porte son nom, Guillaume donnant Wilhem en néerlandais) sur les ruines d'un ancien poste frontalier.
Guillaume soutient également la France contre le roi Alphonse X de Castille en 1267/77 et s'oppose ainsi aux duchés de Gueldre, de Clèves et d'Heinsberg. Dans la nuit du 16 mars 1278, Guillaume, en compagnie de son fils Guillaume, entre dans Aix-la-Chapelle pour percevoir les impôts pour le compte de Rodolphe Ier de Germanie. Une émeute se déclenche et tous deux sont assassinés. La ville d'Aix-la-Chapelle sera condamnée à payer une pension élevée à la veuve de Guillaume IV.

## Mariage et descendance
Par contrat du 12 mars 1237, Guillaume est fiancé à Marguerite, fille de Gérard III, comte de Gueldre et de Marguerite de Brabant. La plupart des sources voient en elle la mère des fils aînés de Guillaume, mais il n'existe aucune preuve que ce mariage ait été consommé. En outre, Guillaume est connu pour avoir épousé, avant janvier 1250, Richardis de Gueldre (c.1215 - 1293/98), sœur de Marguerite bien qu'il n'existe aucune trace d'une dispense papale qui aurait été nécessaire pour épouser une sœur de sa première femme. Toujours est-il qu'il n'est pas impossible que Richardis ait été la mère des onze enfants de Guillaume :
1. Mathilde (vers 1238 - avant 1279), mariée en 1258 à Jean, comte de Looz ;
2. Marguerite (vers 1240 - 12 octobre 1292/93), mariée en 1261 à Dieter III, Comte de Katzenelnbogen ;
3. Guillaume (vers 1240 - 16 mars 1278), mort en compagnie de son père dans l'émeute d'Aix-la-Chapelle, épouse Marie, fille de Gui de Dampierre, comte de Flandre et de Mahaut de Béthune. Ils eurent un fils, Guillaume dit le jeune ;
4. Richardis (vers 1243 - après 1291), mariée avant 1265 à Guillaume, comte de Salm ;
5. Walram (1240/45 - 1297, prévôt de la cathédrale d'Aix-la-Chapelle, plus tard comte de Juliers ;
6. Otto (vers 1245 - après 1283), prévôt de Saint-Servais à Maastricht et archidiacre à Liège ;
7. Gérard (avant 1250 - 1328) successeur de Walram comme comte de Juliers ;
8. Catherine (vers 1250 - après 1287), mariée avant 1273 à Jean d'Arberg ;
9. Petronille (vers 1255 - après 1300), mariée avant 1276 à Louis, comte d'Arnsberg ;
10. Blanchefleur (vers 1255 - après 1330), marié avant 1277 à Henri, comte de Sponheim ;
11. Mechtild (vers 1255 - après 1287).

Guillaume aurait également eut un fils naturel, Roland, qui serait également mort avec lui à Aix-la-Chapelle